# 헨리 1세
헨리 1세(영어: Henry I, 1068년~1135년 12월 1일)는 잉글랜드의 왕이다. 그의 통치시기는 잉글랜드가 관료 국가로 나아가는데 초석을 다진것으로 평가받는다.

## 즉위 초기
형인 윌리엄 2세가 의문의 사고로 사망하자 그는 3일뒤 급하게 웨스트민스터 사원에서 대관식을 치른다. 사실 원래 서열상 그는 셋째 아들이였으므로 왕위의 정당한 계승자는 그의 형인 노르망디공 로베르에게 돌아가야 했으나 그는 제1차 십자군 원정에서 막 돌아오고 있었고 이듬해에 도착할 예정이었다. 실제로 상당수의 귀족이나 군인들은 그의 형인 로베르를 정당한 계승자로 생각했으므로 헨리는 로베르가 돌아오기 이전까지 이러한 상황을 타개하기 위하여 빠르게 움직이기 시작하였다.
그는 곧 자유 헌장을 선포하였는데 과세를 공평하게 매기고 면세대상이었던 교회의 재산을 취하거나 파는 걸 금하며 왕실의 권력남용을 금지하는 내용을 골자로 하였다. 또 애닉 전투 이후에 소원해져 있던 스코틀랜드와의 관계를 완화시키기 위하여 스스로 윌리엄이 처형했던 멜컴 3세의 딸인 마틸다와 결혼함으로써 외교적 안정을 꾀하였다. 그는 또한 형과의 불화로 스스로 캔터베리를 떠난 안셀무스를 다시 불러들이기도 하였다.
얼마후 그의 형인 로베르는 예상대로 군대를 이끌고 잉글랜드로 침입하여 자신이야말로 정당한 왕위계승자라고 주장하였는데 헨리의 그동안의 노력에도 불구하고 대귀족들은 대부분 형의 편에 섰다. 하지만 수많은 봉건 귀족들과 특히 캔터베리의 대주교 안셀무스의 절대적 지지를 바탕으로 로베르와 대등한 싸움을 벌였으며 결국에는 타협안을 이끌어내는데 성공한다. 이 타협안으로 로베르는 잉글랜드에 대한 자신의 권리를 모두 포기하는 대신 노르망디 지방의 영토와 막대한 연금을 요구하였다. 하지만 로베르의 통치는 노르망디 사람들의 불만을 가져왔고, 노르망디 귀족들의 부탁을 받은 헨리는 프랑스의 묵인 아래 1106년 노르망디를 정벌하여 탱슈브레 전투에서 로베르의 군대를 격멸하고 노르망디를 수중에 넣는다. 이후 로베르는 잉글랜드로 압송되어 엄중한 감시속에 여생을 보내게 된다.

## 종교적 마찰
형과 달리 헨리 1세는 안셀무스와 초기에는 친근한 관계를 유지하였으나 얼마후부터는 불편한 관계를 이어가는데 이유는 역시 성직 임명권 때문이였다. 주교직과 수도원장직이 막대한 부를 가져올 수 있음을 알고있던 헨리는 수차례에 걸쳐 자신에게 임명권을 부여할 것을 요청하였으나 당시 교황 파스칼 2세는 그의 요청을 매번 거절하였으며 이후에는 아예 세속 군주가 성직자들에게 봉토를 하사는 것과 성직자들이 군주들에게 충성을 서약하는 것을 금지해버렸던 것이다. 안셀무스는 이에 따라 헨리로부터 임명받은 성직자들에 대한 축성을 거부하였으며 왕에 대한 충성서약 역시 거부하였다. 결국 안셀무스는 두 번째로 캔터베리를 떠나 로마로 돌아오게 된다.
이러한 마찰은 왕과 교황 그리고 대주교들 사이에 수많은 편지와 회유, 협박이 오간 이후 1107년 탱슈브레 전투 직전에 웨스트민스터 협약으로 타결되었는데 이로인하여 왕은 성직 임명권을 포기하였으나 주교와 수도원장들은 축성 전에 왕에 대하여 경의를 표시해야 하였다. 이는 후에 있을 보름스 협약에 본보기가 되었다.

## 후계
그의 외아들이었던 윌리엄은 1120년 11월에 타고있던 배가 암초에 부딪혀 침몰한 사고로 익사하였다. 헨리에게는 다른 적자가 없었으므로, 법정추정상속인은 딸인 마틸다가 되었다. 1125년 독일 황제 하인리히 5세가 죽자 왕비였던 마틸다를 잉글랜드로 불렀고, 주요 귀족들 앞에서 그녀를 자신의 후계자로 인정할 것을 서약하게 하였다. 그녀는 이후 귀족들의 반대에도 불구하고 앙주 백작 풀크의 아들인 조프루아와 결혼하여 헨리 2세를 낳게 된다.
하지만 그때까지만 하여도 여왕의 전례가 없었고, 앙주 백작 가문에 대한 귀족들의 반감이 강한 상태에서 그녀에 대한 귀족들의 지지는 형편없었다. 결국 헨리 1세가 세상을 떠난 이후 갈등이 본격화되어 왕의 조카였던 블루아의 스티븐이 왕위를 찬탈하게 된다.

## 업적
그는 잉글랜드의 행정, 관료체계를 제대로 돌아가게끔 조직한 능력있는 군주였다. 또한 순회법정제도를 시행하여 국가사회의 틀을 잡아나가는데 지대한 공헌을 한 것으로 평가받는다.